# Arsène Kouassi
Kan Guy Arsène Kouassi, né le 11 septembre 2004 à Cocody en Côte d'Ivoire, est un footballeur international burkinabé qui évolue au poste de défenseur au FC Lorient.

## Biographie

### Carrière en club
Kouassi commence sa formation au New Stars FC, au Burkina Faso, avant de rejoindre l'académie de l'AC Ajaccio en 2021. Promu en équipe réserve en 2022, il fait ses débuts avec l'équipe première le 19 novembre 2023 lors d'une victoire 4-1 en Coupe de France contre le Toulouse Métropole FC.
Le 4 septembre 2024, il signe son premier contrat professionnel avec Ajaccio, le liant au club jusqu'en juin 2027.
Le 24 juillet 2025, il s'engage avec le FC Lorient pour une durée de quatre ans, soit jusqu'en 2029.

### En sélection
Né en Côte d’Ivoire, Kouassi possède la double nationalité burkinabée. En mars 2025, il est convoqué pour la première fois en équipe nationale du Burkina Faso par le sélectionneur Brahima Traoré afin de disputer les éliminatoires de la Coupe du Monde 2026, mais ne participe finalement pas au deux matchs pour des raisons administratives. Il fait finalement ses débuts en sélection en amical face à la Tunisie, le 2 juin 2025.